# Alyson Williams
Alyson Williams (New York, 11 maggio 1962) è una cantante statunitense.

## Biografia
Alyson Williams ha avviato la sua carriera musicale come corista di artisti come Curtis Hairston, Melba Moore, B. B. & Q. Band, Cashflow, Unlimited Touch, Bobby Brown e Barbara Mitchell, per poi entrare nel gruppo High Fashion. Nel 1989 ha pubblicato il suo album di debutto da solista Raw, che ha raggiunto la 29ª posizione della Official Albums Chart, venendo certificato disco d'oro nel Regno Unito dalla British Phonographic Industry. Nella Hot R&B/Hip-Hop Songs ha accumulato nove ingressi, tra cui cinque top ten. Nel 2004 è uscito il suo terzo disco It's My Time.
Nel 1986 ha inoltre interpretato la cantante Phyllis Hyman nel musical teatrale Thank God, The Beat Goes On.

## Discografia

### Album in studio
- 1989 – Raw
- 1992 – Alyson Williams
- 2004 – It's About Time

### Extended play
- 1990 – Cooked: The Remix Album

### Singoli
- 1986 – Yes We Can Can
- 1987 – Make You Mine Tonight (con Chuck Stanley)
- 1989 – Sleep Talk
- 1989 – My Love Is So Raw (feat. Nikki D)
- 1989 – I Need Your Lovin'
- 1989 – Just Call My Name
- 1989 – I Second That Emotion
- 1990 – Not on the Outside
- 1991 – She's Not Your Fool
- 1992 – Can't Have My Man
- 1992 – Just My Luck
- 1992 – Everybody Knew But Me